# Саламанка (Чили)
Вижте пояснителната страница за други значения на Саламанка.
Саламанка (на испански: Salamanca) е чилийския град и община в провинция Чоапа, Кокимбо. Той се намира на 30 км (19 мили) източно от Ияпел, административен център на провинцията, и 316 км (196 мили) северно от Сантяго. Това е нормално достъпен от Лос Билос, който се намира в непосредствена близост до Панамериканската магистрала, и свързва града с останалата част на страната. Населението на града е 13 772 жители (по данни от 2017 г.).